# Euphoresia semnionis
Euphoresia semnionis är en skalbaggsart som beskrevs av Brenske 1900. Euphoresia semnionis ingår i släktet Euphoresia och familjen Melolonthidae.

## Underarter
Arten delas in i följande underarter:
- E. s. tinantae
- E. s. luluensis